# 阿尔贝特·冯·克利克
鲁道夫·阿尔贝特·冯·克利克（德語：Rudolf Albert von Kölliker，1817年7月6日—1905年11月2日），瑞士解剖学家与生理学家，线粒体的发现者。